# 片倉景光
片倉 景光（かたくら かげみつ、安政6年5月13日（1859年6月13日）-1911年（明治44年）9月3日）は、旧仙台藩家老・白石片倉家第14代当主。キリスト教徒（日本基督一致教会の信徒）。父は13代景範。妻は赤城信一の長女・タケ（竹子）。娘婿は青葉神社宮司である健吉。

## 略歴
安政6年（1859年）5月13日、陸奥国刈田郡白石城にて生まれる。1870年（明治3年）5月、胆振国幌別郡に移住する。1880年（明治13年）10月7日、片倉家の家督を相続する。同年10月27日、会津藩洋医師赤城信一の長女で、聖公会の信徒であるタケ（竹子）と結婚する。1886年（明治19年）、押川方義から洗礼を受け、日本基督一致教会の信徒となる。
1898年（明治31年）7月20日、旧家臣らの嘆願もあり、開拓の功績が認められたことから、華族に列せられ男爵を授けられる。1911年（明治44年）、幌別村より宮城県白石町に帰郷する。同年9月3日、死去。